# Sylvia Fein

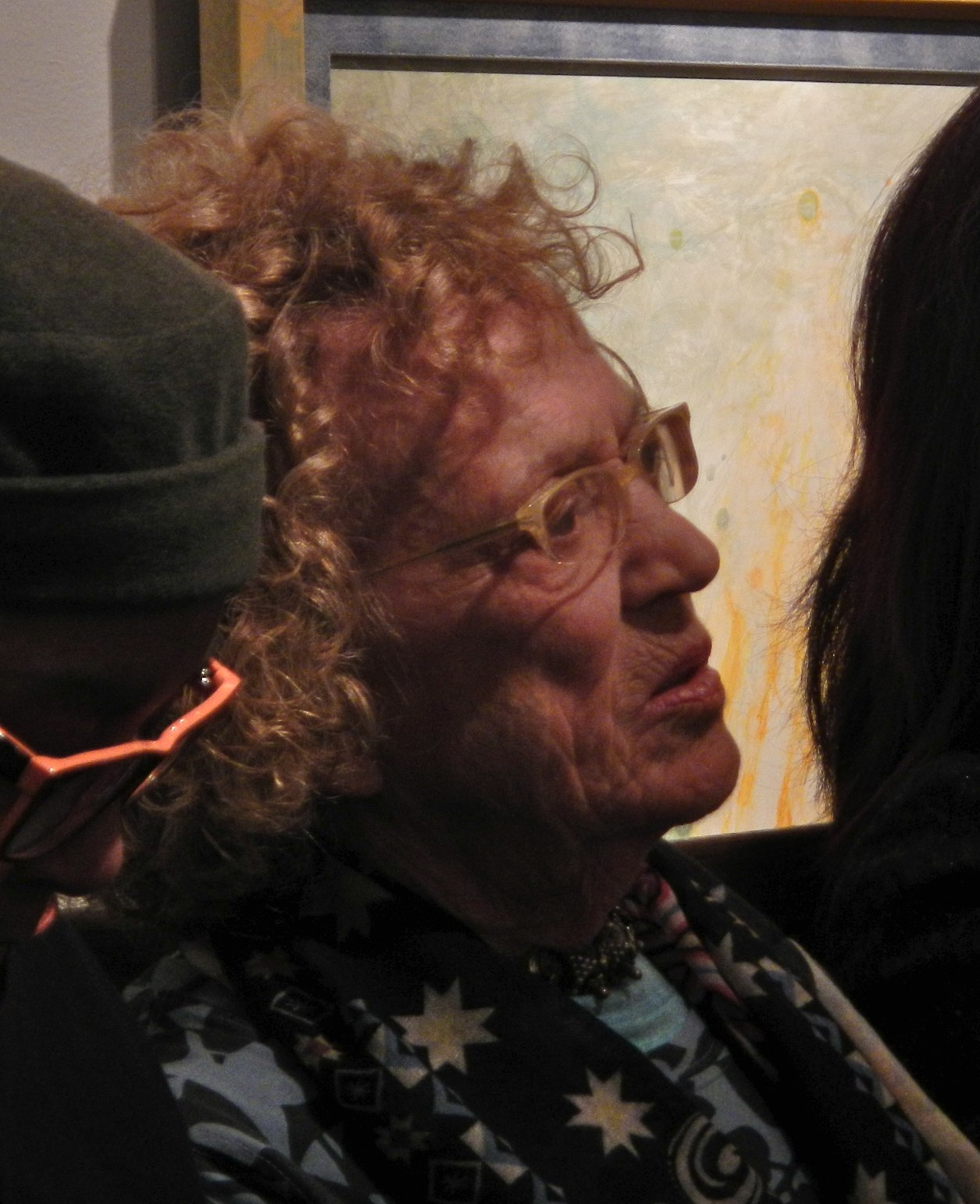
Sylvia Fein (2014)

Sylvia Fein (* 20. November 1919 in Milwaukee, Wisconsin; † 1. April 2024 in Kalifornien) war eine US-amerikanische surrealistische Malerin, die ihre Gemälde mit Eitempera anfertigte. Ferner verfasste sie zwei Sachbücher zur Entwicklung künstlerischer Fertigkeiten bei Kindern.

## Leben
Fein wurde in Milwaukee, Wisconsin, geboren und wuchs dort auf. Sie besuchte dort die University of Wisconsin–Madison, wo sie zunächst Haushaltswissenschaften studierte, später aber zum Kunststudium wechselte. Dort lernte sie nicht nur den Surrealismus, sondern auch die Anwendung von Eitempera für die Gemäldemalerei kennen. Beides prägte fortan ihr künstlerisches Werk. In den frühen 1940ern wurde Fein Teil der Midwest Surrealists, einer Gruppe surrealistischer Maler im Midwest. Anschließend zog sie nach Mexiko, wo sie in Ajijic lebte, während ihr Ehemann in der United States Air Force diente. 1947 ließ sie sich in der kalifornischen Bay Area nieder. Von der University of California, Berkeley erhielt sie 1951 einen Master of Fine Arts. Unter anderem studierte sie bei Henry Schaefer-Simmern. 1976 veröffentlichte sie ein Buch mit Kinderzeichnungen ihrer Tochter, das sich generell mit der Entwicklung der künstlerischen Fähigkeiten von Kindern beschäftigte. Ein weiteres Buch zu diesem Thema folgte 1993. In dieser Zeit konzentrierte sie sich auf das Schreiben; die Malerei ließ sich daher für fast 30 Jahre ruhen. Erst kurz nach ihrem 80. Geburtstag nahm sie die Malerei wieder auf und knüpfte dabei an ihren früheren Stil an. Heute lebt sie in Martinez, Kalifornien. Am 20. November 2019 feierte sie ihren 100. Geburtstag. Zu diesem Zeitpunkt war sie noch immer aktiv künstlerisch tätig. Ein Vorlass Sylvia Feins befindet sich seit 2011 in den Archives of American Art der Smithsonian Institution.
Ihr künstlerisches Werk ist in besonderem Maße inspiriert von der Nordischen Renaissance, gleichzeitig nutzt sie für ihre Werke Eitempera. Die selbst von ihr hergestellten Farben mischt sie aus Eigelb, Wasser und Farbpigmenten. Die Motive ihrer Werke umfassen sowohl alltägliche Szenen wie phantastische Bilder ihrer Vorstellungskraft. 1946 waren Feins Werke Teil der Whitney Annual. 1947 hatte sie in der Galerie von Klaus Perls ihre erste Einzelausstellung. Weitere Ausstellungsbeteiligungen hatte Fein bei diversen Ausstellungen surrealistischer Maler. 2012 war sie unter anderem neben Frida Kahlo, Leonora Carrington, Remedios Varo und Dorothea Tanning Teil der Ausstellung In Wonderland des Los Angeles County Museum of Art über surrealistische Malerinnen. 2014 hatte sie eine Einzelausstellung in der Galerie Krowswork in Oakland, 2019/2020 im Berkeley Art Museum and Pacific Film Archive.

## Werke
- Heidi’s horse. Exelrod Press, Martinez 1976, ISBN 0-917388-01-1.
- First Drawings: Genesis of Visual Thinking. Exelrod Press, Martinez 1993, ISBN 0-917388-04-6.